# Manuel Urrutia Lleó
Manuel Urrutia Lleó (Yaguajay, 8 de dezembro de 1908 — Nova Iorque, 15 de julho de 1981) foi um advogado e político cubano. Foi o décimo terceiro presidente de Cuba, em 1959.
Participou das lutas contra as ditaduras de Gerardo Machado e Fulgencio Batista.
Em 14 de março de 1957, como juiz da então província de Oriente, atuou no julgamente onde eram acusados 150 indivíduos por ações antigovernamentais. Dos acusados, 22 foram capturados quando se preparavam para incorporar-se as guerrilhas após o desembarque do Granma.
Urrutia declarou que:
| “ | em vista da usurpação e retanção ilegal do poder por Batista, os acusados agiram de acordo com seus direitos constitucionais... | ” |

Urrutia Lleó assumiu provisoriamente a presidência de Cuba, entre 3 de janeiro e 17 de julho de 1959. Mas, foi demitido logo em seguida, visto a um grande descontentamento popular por causa da demissão de Fidel Castro do cargo de primeiro-ministro. Lleó foi substituído na presidência por Osvaldo Dorticós Torrado, que era mais leal às reformas socialistas empreendidas pela revolução.
Após esse episódio, Urrutia buscou asilo político na Venezuela, sendo postriormente exilado nos Estados Unidos, onde foi professor de língua espanhola no bairro nova-iorquino de Queens, vindo a falecer em 15 de julho de 1981, no exílio.